# Aeroportul Municipal Torrington
Aeroportul Municipal Torrington (IATA: TOR, ICAO: KTOR, FAA LID: TOR) este un aeroport din Comitatul Goshen, Wyoming, Wyoming, Statele Unite ale Americii ce deservește zona Torrington⁠(d). Aeroportul a fost tranzitat în 2019 de 12 pasageri. A fost numit după zona deservită.
Situat la o altitudine de 1.282 m, aeroportul dispune de 2 piste.

## Infrastructură

### Piste
Aeroportul dispune de 2 piste. Pista 02/20 are suprafața de asfalt și dimensiunile 3.001 picioare × 60 picioare. Pista 10/28 are suprafața de asfalt și dimensiunile 5.703 picioare × 75 picioare. 